# Central térmica de Pasajes
La Central térmica de Pasajes fue una central termoeléctrica situada en terrenos de dominio público portuario estatal, bajo concesión otorgada por la Autoridad Portuaria de Pasajes, en Guipúzcoa (España), entre los núcleos urbanos de Pasajes de San Juan y de Lezo. Disponía de un grupo de producción, para el que empleaba como combustible carbón importado. Fue puesta en marcha en 1968 por Iberduero, desde 1992 parte de Iberdrola.

## Operación
La operación y el mantenimiento corrían a cargo de Iberdrola.

## Propiedad
La central estaba participada por:
- Iberdrola 100 %

## Cierre
El 7 de junio de 2012 Iberdrola presentó al Ministerio de Industria una solicitud para el cierre de la planta.
Este cierre se publicó en el BOE del 3 de diciembre de 2012 Su desmantelamiento total terminó en el año 2015
.